# Daniel Godelli
Daniel Godelli (Elbasan, 10 januari 1992) is een Albanees gewichtheffer, actief in de klasse van de lichtgewichten (klasse tot 69 kg). Godelli nam deel aan de Olympische Spelen in Londen, maar slaagde er niet in om een geldig resultaat op de tabellen te krijgen.
In 2011 werd hij wereldkampioen bij de junioren.

## Persoonlijke records
| Onderdeel | Prestatie | Datum             | Plaats  |
| --------- | --------- | ----------------- | ------- |
| trekken   | 146 kg    | 4 november 2011   | Parijs  |
| stoten    | 177 kg    | 17 september 2010 | Antalya |
| totaal    | 321 kg    | 11 april 2011     | Kazan   |

## Belangrijkste resultaten
Vedergewichten (- 62 kg)
- 2008: 9e EK – 235 kg

Lichtgewichten (- 69 kg)
- 2009: 13e EK – 287 kg
- 2009:   Junioren-EK - 298 kg
- 2010:   Junioren-WK – 315 kg
- 2010: 7e WK – 317 kg
- 2010:  Junioren-EK – 310 kg
- 2011:  Junioren-WK – 309 kg
- 2011: 20e WK – 311 kg
- 2011:  EK – 321 kg
- 2012: DNF OS